# Convocazioni alla Coppa asiatica femminile di pallavolo 2012
Elenco delle giocatrici convocate per la Coppa asiatica 2012.